# Спортско-културни центар Пожега
Спортско–културни центар Пожега је основан 1962. године као Дом културе у Пожеги, са биоскопом, градском библиотеком, локалним листом и вечерњом школом. 

## Опште информације
Центар је првобитно обављао културно-забавну делатност, а образовна делатност је била једна од додатних активности. Касније, због повећане потребе за образовањем првенствено одраслих, ова установа је променила и назив и Статут, тако да је 1965. године преименована у Раднички универзитет „Драган Кувељић“ и образовна делатност је постала главна област рада. И поред тога, током 70-тих и 80-тих година, ова установа даје посебан допринос афирмацији културе и уметности у Пожеги. Куриозитет је да је филм “Балкански шпијун” из 1984. године, једно од ремек дела домаће кинематографије, делимично финансиран и од стране пожешког биоскопа.
Почетком 90-тих година, у надлежност установе прелази и систем кабловске телевизије, који је у Пожеги постојао од половине 80-тих. Године 1993. у оквиру кабловске телевизије покренут је и један од првих локалних ТВ канала у Србији под називом П канал. Три године касније, у оквиру Радничког универзитета је покренута и локална радио станица Радио Пожега, када се и назив ТВ канала мења у ТВ Пожега.
Године 1997. установа се трансформише у Културни центар Пожега, да би марта 1999. године при Културном центру била основана и Градска галерија Пожега, која данас носи назив сликара Милана Туцовића.
Године 2017.  Културни центар се спаја са Спортским објектима и формира се нова установа под називом Спортско–културни центар Пожега, која је данас жариште не само културног, већ и спортског живота локалне заједнице.

## Програми
Програми на којима Спортско - културни центар Пожега ради су:
- Едукативни програми
- Филмски програм
- Музички програм
- Позоришни програм
- Ликовни програм
- Књижевни програм
- Предавања